# 保护卫士
保护卫士（英語：Safeguard Defenders，另译保障卫士）是一家位於西班牙的非牟利人權組織，2016年由人權活動家彼得·達林（Peter Dahlin）和迈克尔·卡斯特（Michael Caster）共同創辦，指出中国在全球各地設立祕密警察站，並且監察中国的民主自由、言论自由、人权迫害问题和强迫失踪等各種事件。

## 歷史
2009年，瑞典人彼得·達林及美国人迈克尔·卡斯特（Michael Caster）在北京创办關注中國維權律師的人權組織「中國維權緊急援助組」（Chinese Urgent Action Working Group，另稱中國行動 (China Action)）。
儘管一直低調行事，該組織仍定期面對中國當局打壓，如關閉培訓、拘留和騷擾工作人員、甚至脅迫工作人員為政府作線人等。儘管如此，組織仍頑強生存，直至創辦人達林與若干工作人員於2016年被政府拘捕為止。組織運作六年餘間，直接干預了150宗維權案件、培訓出800位維權律師及援助侵權受害者提出約1000起訴訟。
達林獲釋後，與卡斯特同被中國終身禁止入境，無法再回到中國的他們旋即將組織重組，遷徙總部至西班牙馬德里並以現名重啟，更將工作重心拓展至中國及越南人權。
该组织成立初期（2017年-2019年）主要关注中国的强迫失踪事件，其发表了一系列关于指定居所监视居住（RSDL）的报告和评论文章，定期发表“RSDL新闻汇总”，并出版《失踪人民共和国》一书。
2020年2月，保护卫士以中国环球电视网（CGTN）“明确受到中国共产党的控制和所有”，违反英国广播法向英國通訊管理局提交公开信，要求英國通訊管理局吊销其在英国的广播牌照，其广播牌照在一年后被吊销，其电视节目在英国和德国被停播。3月，保护卫士就CGTN播出强迫电视认罪内容向多国电视供应商发起投诉，随后包括澳大利亚特别广播服务公司（SBS）、挪威特里亚公司等多个国家的一些电视台停播其电视节目。彼得·达林说，保护卫士的目标并不是让CGTN或CCTV4在各国停播，而是寻求停止广播被强迫的认罪妥协内容，迫使央视停止参与到这种违反人权和法治的行为中。
2022年1月18日，保护卫士发表关于中国的“猎狐行动”的报告《非自愿回国——新报告揭露海外大规模的长臂执法行动》，次日中国外交部发言人赵立坚回应相关问题时称该组织是在纵容和包庇腐败犯罪。
2022年5月，该组织在台湾设置亞洲首個办事处。
2022年10月，保护卫士发表一份报告，揭露中华人民共和国公安部在世界各地设立的的秘密警察站。
2022年11月，NewsGuard报告一场亲中国政府的、针对保护卫士的造谣运动已在推特上启动。
2023年9月12日，保護衛士發布多種語文版本的「跨國鎮壓舉報指南」，列出中國跨國鎮壓的10大樣態，呼籲居於民主國家的受害者依循指南管道通報，以協助民主國家打擊這些破壞自由的行徑。